# The Convert (Film)
The Convert ist ein Actionfilm von Lee Tamahori. Die Premiere der Koproduktion von Australien und Neuseeland mit Guy Pearce, Tioreore Ngatai-Melbourne, Antonio Te Maioha und Te Kohe Tuhaka in den Hauptrollen erfolgte im September 2023 beim Toronto International Film Festival. Der Kinostart in Neuseeland erfolgte Mitte März 2024 und in Australien Ende April 2024.

## Handlung
Als das Segelschiff mit dem Laienprediger Thomas Munro in den 1830er Jahren an der Küste der Siedlerstadt Epworth ankommt, betritt dieser eine Welt, die er sich kaum hätte vorstellen können. Trotz der wachsenden britischen Kolonialpräsenz im frühen 19. Jahrhundert wird Aotearoa, die südpazifischen Inseln, die später als Neuseeland bekannt werden sollen, immer noch stark von Māori dominiert. Die Siedlung selbst besteht aus einer Ansammlung von baufälligen Gebäuden und ist stark von den politischen Kämpfen und blutigen Auseinandersetzungen zwischen zwei verfeindeten Māori-Stämmen geprägt.
Die Siedler von Epworth haben ihr Land von einem Māori-Stamm gepachtet, der von Maianui angeführt wird. Dessen Leute befinden sich in einem erbitterten Kampf gegen die von Akatarawa angeführten Māori. Bei seiner ersten Begegnung mit einer Gruppe Māori-Krieger sieht Munro, wie diese gerade dabei sind, ihre Feinde eines rivalisierenden Stammes abzuschlachten. Er fleht sie an, das Leben ihrer Opfer zu verschonen, und bietet ihnen seinen einzigen wertvollen Besitz, sein Pferd. Im Tausch verschont der Anführer ein junges Mädchen namens Rangimai und überlässt sie Thomas Munros Obhut, der sie wieder gesundpflegt. Rangimai ist die Tochter von Maianui, dessen besondere Gunst Munro fortan erfährt. Wie Munro wünscht sich auch Rangimai Frieden mit den anderen Māori. Gemeinsam begeben sie sich in das Gebiet von Akatarawas Leuten, um die Konflikte zu beenden.

## Produktion

### Regie und Drehbuch
Regie führte Lee Tamahori. Er wurde durch sein Regiedebüt Die letzte Kriegerin aus dem Jahr 1994  bekannt und machte sich auch durch Filme wie Im Netz der Spinne, James Bond 007 – Stirb an einem anderen Tag und  xXx 2 – The Next Level als Regisseur von Actionfilmen einen Namen. Tamahoris Vater ist Maori, seine Mutter stammt aus Großbritannien, weshalb er sich bereits zuvor filmisch mit der indigenen Bevölkerung Neuseelands beschäftigte, so auch in seinem vorherigen Film Mahana – Eine Maori-Saga.
Die im Film erzählte Geschichte schrieb der Neuseeländer Michael Bennett. Bennet ist Maori und hat Vorfahren bei den Te Arawa. Er schrieb auch In Dark Places, ein Buch über die unrechtmäßige Verurteilung von Teina Pora wegen des Mordes an Susan Burdett im Jahr 1992, das er selbst verfilmte, und den Kriminalroman Better the Blood. Das auf Bennets Geschichte basierende Drehbuch schrieb Tamahori gemeinsam mi Shane Danielsen.

### Besetzung und Dreharbeiten
Der australisch-britische Schauspieler Guy Pearce spielt den Laienprediger Thomas Munro. Antonio Te Maioha spielt den Māori-Stammesführer Maianui, von dem die Siedler von Epworth ihr Land gepachtet haben. Tioreore Ngatai-Melbourne spielt dessen Tochter Rangimai. Lawrence Makoare ist in der Rolle von Akatarawa, des Anführers eines rivalisierenden Stammes, zu sehen. In einer weiteren Hauptrolle ist der neuseeländische Schauspieler Te Kohe Tuhaka zu sehen.
Zu den Drehorten zählen unter anderem die Strände von West Auckland und das ebenfalls auf der neuseeländischen Nordinsel gelegene Studio West. Die Dreharbeiten endeten im November 2022. Als Kamerafrau fungierte Gin Loane.

### Filmmusik, Marketing und Veröffentlichung
Die Filmmusik komponierte Matteo Zingales. Das Soundtrack-Album mit insgesamt 23 Musikstücken wurde am 21. Mai 2024 von Sonar Music als Download veröffentlicht.
Die Weltpremiere des Films war am 8. September 2023 beim Toronto International Film Festival. Im November 2023 wurde der erste Trailer vorgestellt. Im Januar 2024 wurde der Film beim Palm Springs International Film Festival gezeigt. Der Kinostart in Neuseeland erfolgte am 14. März 2024, in Australien am 25. April 2024. Im Juni 2024 wurde der Film beim Sydney Film Festival vorgestellt. Am 12. Juli 2024 kam The Convert in die US-Kinos. Anfang November 2024 wurde der erste deutsche Trailer vorgestellt. Am 21. November 2024 erfolgte eine Veröffentlichung auf DVD.

### Synchronisation
Die deutsche Synchronisation entstand nach einem Dialogbuch von Nadine Nourney und der Dialogregie von Nourney und Enrico Reuter im Auftrag der Soundwood Media UG in Potsdam.
| Darsteller                | Synchronsprecher    | Rolle              |
| ------------------------- | ------------------- | ------------------ |
| Guy Pearce                | Philipp Moog        | Thomas Munro       |
| Tioreore Ngatai-Melbourne | Franciska Friede    | Rangimai           |
| Lawrence Makoare          | Samuel Zekarias     | Akatarewa          |
| Madeleine McCarthy        | Sabrina Schwarz     | Bethany            |
| Jacqueline McKenzie       | Schaukje Könning    | Charlotte          |
| Jared Turner              | Marco Sven Reinbold | Dr. Castor Samuels |
| Dean O’Gorman             | Tim Knauer          | Kedgley            |
| Will Wallace              | Florens Schmidt     | Padgett            |
| Ariki Salvation-Turner    | Christopher Arndt   | Uenuku             |

## Rezeption

### Kritiken
Von den bei Rotten Tomatoes aufgeführten Kritiken sind 81 Prozent positiv.
Carlos Aguilar von Variety bemerkt, der Film mache von Beginn an deutlich, dass nur der Stärkste überlebt, und dieser Grundsatz gewinne im Verlauf der Handlung noch weiter an Bedeutung. Das von Regisseur Lee Tamahori gemeinsam mit Shane Danielsen geschriebene Drehbuch vereinfache allerdings sowohl die Menschlichkeit als auch die Grausamkeit oft zu sehr, und dies gleichermaßen bei der indigenen Bevölkerung als auch den Europäern. Ein wesentlicher Unterschied zwischen ihren gegensätzlichen Weltanschauungen sei, dass die Māori es als ihre göttliche Pflicht betrachteten, um jeden Preis als Sieger hervorzugehen, während die Motivation der Europäer hauptsächlich auf Gier beruhe, so Aguilar. Auch wenn es etwas abgedroschen klinge, dass ein weißer Protagonist eine engere Beziehung zu den Māori aufbaut als zu seinen britischen Landsleuten, sei es unmöglich, den atemberaubend imposanten Landschaften nicht zu erliegen.
Chris Schelb schreibt in seiner Kritik bei outnow.ch, die Geschichte lasse wegen des eine fremde Kultur kennenlernenden Protagonisten zuerst an Der mit dem Wolf tanzt oder Avatar denken, doch zum Glück vermeide der Film viele Klischees. Niemand verliebe sich in dem Film in eine Stammestochter, und stattdessen gebe es vor allem ordentliche Action. Zwar bleibe emotional einiges auf der Strecke, aber trotzdem sei The Convert ein wuchtig inszeniertes Abenteuer.

### Auszeichnungen
AACTA Awards 2025
- Nominierung als Bester Hauptdarsteller (Guy Pearce)[21]

Sydney Film Festival 2024
- Nominierung für den First Nation Award[13]